# Камйонек (Куявсько-Поморське воєводство)
Камйонек (пол. Kamionek, нім. Steindorf) — село в Польщі, у гміні Моґільно Моґіленського повіту Куявсько-Поморського воєводства.
Населення — 132 особи (2011).
У 1975-1998 роках село належало до Бидгощського воєводства.

## Демографія
Демографічна структура станом на 31 березня 2011 року:
|          | Загалом | Допрацездатний вік | Працездатний вік | Постпрацездатний вік |
| -------- | ------- | ------------------ | ---------------- | -------------------- |
| Чоловіки | 69      | 18                 | 39               | 12                   |
| Жінки    | 63      | 7                  | 38               | 18                   |
| Разом    | 132     | 25                 | 77               | 30                   |